# Mont Wuzhi
Le mont Wuzhi (chinois traditionnel : 五指山 ; pinyin : Wǔzhǐ Shān, littéralement « montagne des Cinq doigts ») est le sommet culminant de l'île de Hainan, dans le sud de la République populaire de Chine. Avec 1 840 mètres d'altitude, la montagne se trouve au centre de l'île, près de la ville de Wuzhishan. Les régions avoisinantes du mont Wuzhi sont habitées principalement par l'ethnie Li.
Divers mythes du peuple Li donnent une explication sur le nom de la montagne :
- une légende veut que les cinq pics de la montagne soient les doigts fossilisés d'un chef défunt du clan ;
- un autre conte dit que les cinq pics ont été consacrés aux cinq plus puissants dieux vénérés par les Li.

De nombreux poèmes historiques ont également été écrits sur la montagne, le plus célèbre de tous étant l'œuvre de Qiu Jun, écrivain du XVe siècle. 
Sinochernes wuzhiensis, une espèce de pseudo-scorpion, est endémique du mont Wuzhi. 